# Rodamon de plana
El rodamon de plana (Pedionomus torquatus) és l'única espècie del gènere Pedionomus Gould, 1840 i de la família dels pedionòmids (Pedionomidae). Són endèmics d'Austràlia.

## Descripció
Semblant a un turnícid, però presenta una imatge més erguida i conserva el dit posterior. Fa 15 – 19 cm de llargària amb la femella una mica més grossa que el mascle. Ambdós sexes tenen una coloració general críptica. El mascle adult té el ventre solcat per taques negres en forma de mitja lluna. El coll de la femella adulta és molt distintiu, formant un collar blanc amb petites taques negres.

## Hàbitat i distribució
Viuen en praderies obertes i camps de rostolls del sud-est i centre d'Austràlia. No són migratoris

## Hàbits
Volen malament, preferint fugir a la carrera o acatxar-se per passar inadvertit.

## Reproducció
Les femelles ponen 4 ous de color groc amb taques grises o color oliva, en un niu que consisteix en un forat en terra cobert d'herbes. La posta la cova el mascle durant 23 dies. Els pollets són nidífugs.

## Alimentació
S'alimenten d'insectes i petites llavors.

## Taxonomia
Tradicionalment va ser classificat entre els turnícids i per tant, a l'ordre dels gal·liformes o dels gruïformes. Estudis amb l'ADN, han propiciat que el relacionin amb els jacanes (Sibley & Ahlquist 1990, Paton et al. 2003, Thomas et al. 2004, van Tuinen et al. 2004). Això representa un cas notable de convergència evolutiva.
És l'única espècie de la família Pedionomidae, a l'Ordre dels caradriformes. En la classificació de Sibley-Ahlquist la família està situada a l'ordre dels ciconiformes.

## Estatus
El declivi de la població ha estat ocasionat per la transformació de les praderies naturals australianes en terres de conreu. La UICN el considera espècie "en perill".